# Astrobunus glockneri
Astrobunus glockneri is een hooiwagen uit de familie van de Sclerosomatidae. De wetenschappelijke naam van Astrobunus glockneri gaat terug op Carl Frederick Roewer.